# John Walsh (évêque)
Pour les articles homonymes, voir John Walsh et Walsh.
John Walsh (né le 23 mai 1830 à Mooncoin (en) en Irlande et mort le 31 juillet 1898) est un prélat de l'Église catholique. Il fut l'archevêque de l'archidiocèse de Toronto en Ontario au Canada de 1889 à 1898. Il fut également l'évêque du diocèse de London, aussi en Ontario, de 1867 à 1889 (celui-ci portait le nom de diocèse de Sandwich jusqu'en 1869).

## Biographie
John Walsh est né le 23 mai 1830 à Mooncoin (en) dans le comté de Kilkenny en Irlande. Il immigra au Canada en 1852 afin d'étudier au séminaire sulpicien de Montréal au Québec. Il fut ordonné prêtre le 1er novembre 1854 pour l'archidiocèse de Toronto en Ontario par Mgr Armand-François-Marie de Charbonnel, alors archevêque de Toronto.
Le 4 juin 1867, il fut nommé évêque du diocèse de Sandwich en Ontario et il fut consacré évêque le 10 novembre de la même année par l'archevêque Charles-François Baillargeon avec comme co-consécrateurs Ignace Bourget et John Joseph Lynch. Le diocèse de Sandwich fut renommé diocèse de London le 3 octobre 1869. Le 13 août 1889, il devint l'archevêque de l'archidiocèse de Toronto. Il décéda le 31 juillet 1898 à Toronto et est inhumé à la cathédrale Saint-Michel de Toronto.

## Succession apostolique
John Walsh a ordonné les évêques suivants :
- Archevêque Denis T. O'Connor, C.S.B. (1890)